# アンジェラ・アギラール
アンジェラ・アギラール・アルバレス（en:Angela Aguilar、カリフォルニア州ロサンゼルス、2003年10月8日生まれ）は、メキシコ系音楽のメキシコ系アメリカ人歌手。

## バイオグラフィー
アンジェラ・アギラールは歌手ペペ・アギラール（en:Pepe Aguilar）とアネリス・アルバレス・アルカラの娘で、2003年10月8日、父親がツアーに出ていたときにカリフォルニア州ロサンゼルスで生まれた。彼女はメキシコと米国との二重国籍者である。彼女の父親ペペ・アギラールは世界でアルバムの売り上げが1200万枚を超えグラミー賞なども複数回受賞している歌手で、彼の父親も歌手であった。アンジェラと兄レオナルド・アギラールは音楽一家アギラール家の三代目である。
幼い頃から、兄のレオナルド・アギラールと一緒にラテンアメリカのツアーを実施。父親も頻繁に同行していました。
2016年、メキシコシティで開催されたBBC 100Womenフェスティバルに参加しました。 当時彼女はわずか13歳、最年少のアーティストでしたが、音楽業界は男性に支配されており、それが変わることを望んでいるとBBCニュースで語りました。
2018年3月2日、父親のペペがプロデュースした最初のソロアルバム、プリメロソイメキシカーナ（そのタイトルは祖母のフロールが最初に出演した映画に触発されています）をリリースしました。 アルバムには、以前はルチャ・ヴィラ、ロシオ・ドゥルカル、そして彼自身の祖母などの他の著名なミュージシャンによって含浸された、11の有名なランチェロの歌が含まれていました。
2019年5月21日、ユースアワードで3つのカテゴリーにノミネートされました。 彼はマリアッチ歌手のクリスチャン・ノーダルとパイプ・ブエノと一緒に曲を演奏しました。
2020年11月12日、歌手のクリスチャン・ノーダルとのシングル「Tell Me How DoYouWant」をリリースしました。。
彼女はメキシコで最初のナンバー1ヒットシンガーであることに加えてビルボードグローバル200リストに登録された最初のメキシコ人アーティストになり、米国ではプラチナの7倍、メキシコではダイヤモンドの認定を受けました。